# زنبق نوک‌زبر
زنبق نوک‌زبر (نام علمی: Iris setosa) نام یک گونه از سرده زنبق است.